# L'ansia
L’ansia è un dipinto del pittore norvegese Edvard Munch realizzato nel 1894 e conservato nel Museo Munch a Oslo in Norvegia. 
Il quadro richiama altre due opere di Munch: L'urlo, con cui condivide lo sfondo, e Sera sul viale Karl Johan, in cui si ritrova la folla di passanti dagli sguardi alienati.

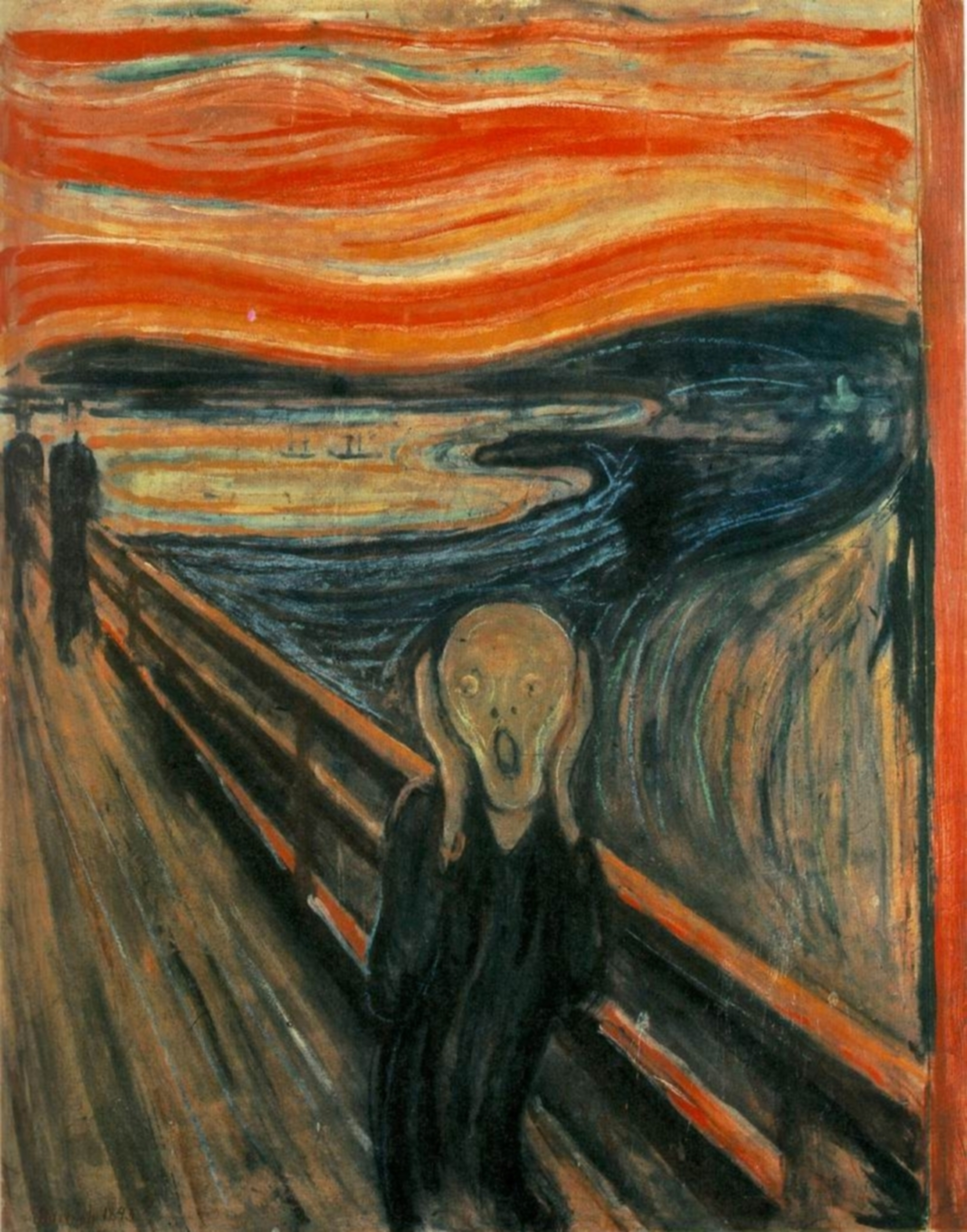
Edvard Munch, L'urlo (1893-1910)
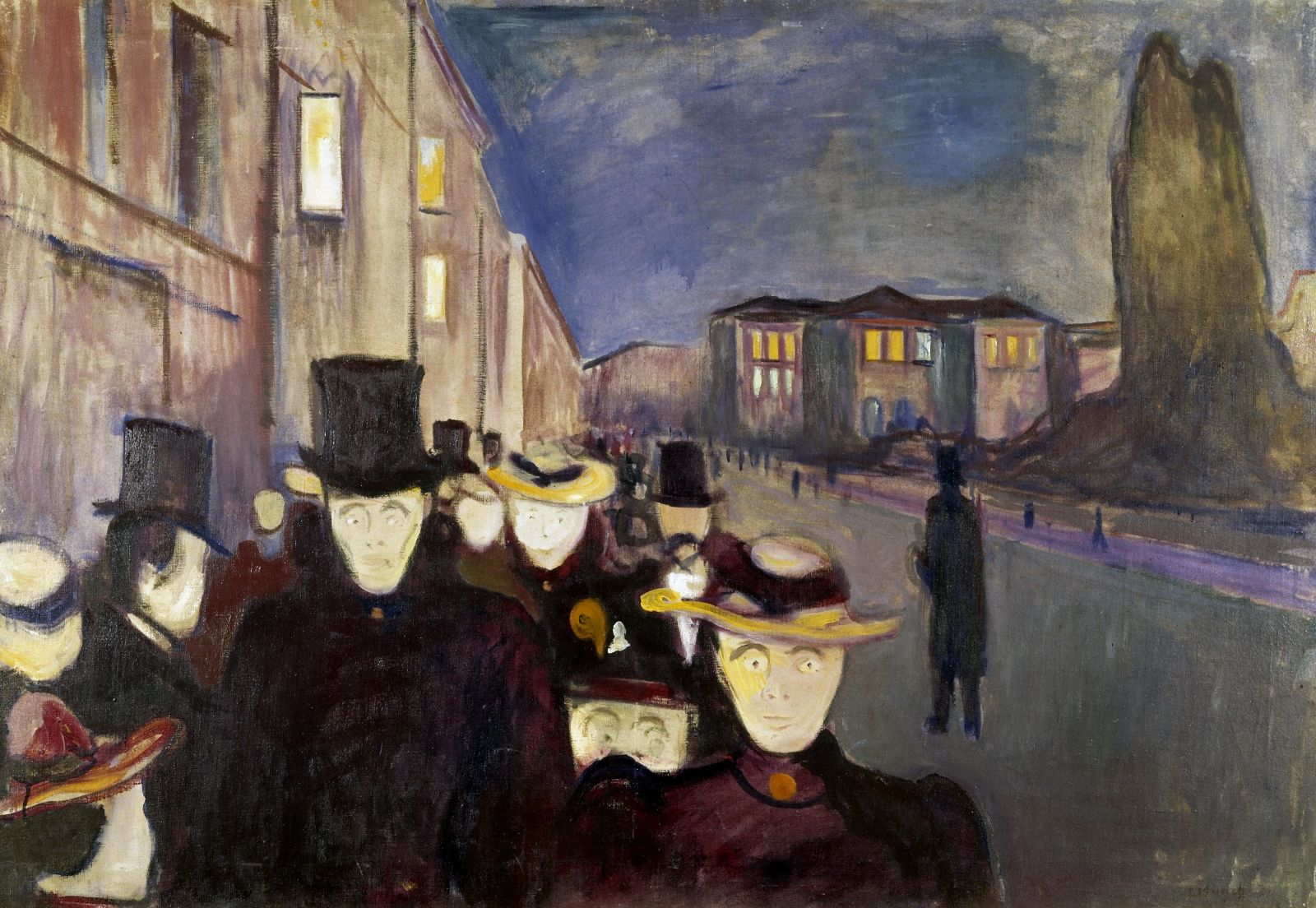
Edvard Munch, Sera sul viale Karl Johan (1892)